# Liste des musées de l'Ain

Le département de l'Ain en rouge sur la carte.

La liste des musées de l'Ain présente le paysage muséal du département français de l'Ain.

## Fréquentations
En 2010, quelques musées du département sont parmi les sites touristiques les plus visités du département : le mémorial des enfants d'Izieu avec 25 408 visiteurs, le musée vivant de la plante aquatique à Saint-Didier-sur-Chalaronne, le musée départemental de la Bresse à Saint-Cyr-sur-Menthon et le Musée du Brou qui a accueilli 74 028 visiteurs en 2010.

## LabelMusée de France
Le département compte plusieurs musées possédant le label Musée de France : le musée de Brou, le musée de la société d'histoire et d'archéologie de Briord, le Musée du peigne et de la plasturgie d'Oyonnax, le musée Chintreuil, le musée archéologique d'Izernore, le musée du Vieux Pérouges, le musée Louis-Jourdan de Saint-Paul-de-Varax, le musée du bois de Seyssel et le musée de la Dombes ; s’ajoutent à cette liste, les quatre musées de la conservation départementale de l'Ain : le musée départemental du Bugey-Valromey, le musée de la résistance et de la déportation de l'Ain et du Haut-Jura, le musée départemental de la Bresse et le musée départemental du Revermont.

## Liste
| Nom du musée                                                                                  | Commune                     | Adresse                                                                      | Coordonnées                      | Thèmes                                                                                  | Labels                                 | Dateouverture                                    | Datefermeture | Fréq.                      | Illustration    |
| --------------------------------------------------------------------------------------------- | --------------------------- | ---------------------------------------------------------------------------- | -------------------------------- | --------------------------------------------------------------------------------------- | -------------------------------------- | ------------------------------------------------ | ------------- | -------------------------- | --------------- |
| Musée du cheminot                                                                             | Ambérieu-en-Bugey           | 46, rue Aristide Briand01500 Ambérieu-en-Bugey                               | 45° 57′ 30″ nord, 5° 21′ 11″ est | Chemin de fer                                                                           |                                        | 1987                                             |               | 3 724 (2011)               |                 |
| Presbytère du curé d'Ars                                                                      | Ars-sur-Formans             | 01480 Ars-sur-Formans                                                        | 45° 59′ 35″ nord, 4° 49′ 19″ est | Religieux (Jean-Marie Vianney)                                                          | Inscrit MH (1966, façades et toitures) |                                                  |               |                            |                 |
| Musée du Brou                                                                                 | Bourg-en-Bresse             | 63, boulevard de Brou 01000 Bourg-en-Bresse                                  | 46° 11′ 46″ nord, 5° 14′ 13″ est | Arts                                                                                    | Label Musée de France Classé MH (1889) | 1854                                             |               | 74 028 (2010)69 815 (2009) |                 |
| Musée départemental de la Bresse                                                              | Saint-Cyr-sur-Menthon       | Domaine des Planons 01380 Saint-Cyr-sur-Menthon                              | 46° 16′ 35″ nord, 4° 58′ 24″ est | Vie rurale (Bresse)                                                                     | Label Musée de France Classé MH (1938) | 2005                                             |               | 21 119 (2010)25 792 (2009) |                 |
| Musée départemental du Bugey-Valromey                                                         | Lochieu                     | Musée départemental du Bugey-Valromey 01260 Lochieu                          | 45° 55′ 50″ nord, 5° 43′ 42″ est | Vie rurale, Bugey et Valromey                                                           | Label Musée de France                  |                                                  |               | 4 085 (2010)4 678 (2009)   |                 |
| Musée océanien et de Saint-Pierre-Chanel                                                      | Montrevel-en-Bresse (Cuet)  | Cuet 01340 Montrevel-en-Bresse                                               | 46° 19′ 26″ nord, 5° 06′ 43″ est | Religieux (Pierre Chanel) Culture bressane Culture océanienne                           |                                        | 1991                                             |               |                            |                 |
| Musée Traditions et vie                                                                       | Châtillon-sur-Chalaronne    | impasse des remparts 01400 Chatillon-sur-Chalaronne                          | 46° 07′ 09″ nord, 4° 57′ 18″ est | Histoire(apothicairerie, 120 pots en faïence de meillonnas)                             | Classé MH (1982)                       | 1996                                             |               |                            |                 |
| Musée Chintreuil                                                                              | Pont-de-Vaux                | 66 rue du Maréchal-Delattre 01190 Pont-de-Vaux                               | 46° 25′ 52″ nord, 4° 56′ 15″ est | Peinture (Antoine Chintreuil, Louis Jourdan, Jules Migonney) Histoire (général Joubert) | Label Musée de France                  |                                                  |               | 6 601 (2008)               |                 |
| Musée du train miniature                                                                      | Châtillon-sur-Chalaronne    | 96, Place Halles 01400 Châtillon-sur-Chalaronne                              | 46° 07′ 08″ nord, 4° 57′ 28″ est | Modélisme ferroviaire                                                                   |                                        | 2000                                             |               |                            |                 |
| Ferme-musée de la Forêt                                                                       | Courtes                     | Ferme-Musée de la Forêt 01560 Courtes                                        | 46° 27′ 59″ nord, 5° 07′ 07″ est | Vie rurale (ferme bressane)                                                             | Classé MH (1930)                       | 1971                                             |               |                            |                 |
| Musée départemental d'Histoire de la Résistance et de la Déportation de l'Ain et du Haut-Jura | Nantua                      | 3, montée de l'abbaye 01130 Nantua                                           | 46° 09′ 09″ nord, 5° 36′ 32″ est | Histoire                                                                                | Label Musée de France                  | 1986                                             |               | 9 698 (2010)9 660 (2009)   |                 |
| Mémorial des enfants d'Izieu                                                                  | Izieu                       | 70, route de Lambraz 01300 Izieu                                             | 45° 39′ 19″ nord, 5° 38′ 39″ est | Histoire                                                                                | Inscrit MH (1991)                      | 1994                                             |               | 25 408 (2010)26 688 (2009) |                 |
| Musée d'art et d'histoire locale de Montluel                                                  | Montluel                    | 22, rue du Trève01120 Montluel                                               | 45° 51′ 08″ nord, 5° 03′ 23″ est | Vie rurale (Côtière)                                                                    |                                        |                                                  |               |                            |                 |
| Musée du Vieux Pérouges                                                                       | Pérouges                    | Rue du Prince 01800 Pérouges                                                 | 45° 54′ 12″ nord, 5° 10′ 45″ est | Cité médiévale de Pérouges Hortulus (jardin médiéval)                                   | Label Musée de France                  | 1912                                             |               | 14 650 (2010)13 000 (2009) |                 |
| Musée vivant de la plante aquatique                                                           | Saint-Didier-sur-Chalaronne | Musée vivant de la plante aquatique 01140 Saint-Didier-sur-Chalaronne        | 46° 10′ 44″ nord, 4° 49′ 04″ est | Nature                                                                                  |                                        |                                                  |               | 22 104 (2010)20 906 (2009) | Image manquante |
| Musée départemental du Revermont                                                              | Val-Revermont               | Musée départemental du Revermont 01370 Val-Revermont                         | 46° 16′ 20″ nord, 5° 22′ 12″ est | Vie rurale (Revermont)                                                                  | Label Musée de France                  |                                                  |               | 10 665 (2010)12 422 (2009) |                 |
| Musée des traditions bugistes                                                                 | Saint-Rambert-en-Bugey      | 7, avenue de l'Europe 01230 Saint-Rambert-en-Bugey                           | 45° 56′ 38″ nord, 5° 26′ 07″ est | Vie rurale (Bugey)                                                                      |                                        |                                                  |               |                            |                 |
| Musée des traditions vigneronnes                                                              | Vongnes                     | Caveau Bugiste 1350 Vongnes                                                  | 45° 48′ 55″ nord, 5° 43′ 33″ est | Vie rurale (vignoble du Bugey)                                                          |                                        |                                                  |               |                            |                 |
| Historial du Saint Curé d'Ars                                                                 | Ars-sur-Formans             | 625, Rue Jean-Marie-Vianney01480 Ars-sur-Formans                             | 45° 59′ 32″ nord, 4° 49′ 28″ est | Musée de cire(vie de Jean-Marie Vianney)                                                |                                        |                                                  |               |                            |                 |
| Ancien hospice de Montluel et son apothicairerie                                              | Montluel                    | 321, rue neuve01120 Montluel                                                 | 45° 51′ 01″ nord, 5° 03′ 20″ est | FaïencesBoiseries                                                                       |                                        |                                                  |               |                            |                 |
| Musée paléoécologique de Cerin                                                                | Marchamp                    | Hameau de Cerin                                                              | 45° 46′ 46″ nord, 5° 32′ 56″ est | PaléontologieFossiles                                                                   |                                        |                                                  |               |                            | Image manquante |
| Maison des arts contemporains                                                                 | Pérouges                    | Rue du For01800 Pérouges                                                     | 45° 54′ 11″ nord, 5° 10′ 50″ est | Art contemporain                                                                        |                                        |                                                  |               |                            |                 |
| Musée du peigne et de la plasturgie                                                           | Oyonnax                     | Centre culturel AragonPlace Georges-Pompidou88, cours de Verdun01100 Oyonnax | 46° 15′ 40″ nord, 5° 38′ 53″ est | Matière plastique                                                                       | Label Musée de France                  | 1977                                             |               | 4 570 (2010)5 330 (2009)   | Image manquante |
| Musée de la société d'histoire et d'archéologie de Briord                                     | Briord                      |                                                                              | 45° 46′ 58″ nord, 5° 27′ 32″ est | HistoireArchéologie                                                                     | Label Musée de France                  | 1960                                             |               | 308 (2010)161 (2009)       |                 |
| Musée du bois de Seyssel                                                                      | Seyssel                     | Place de la République01420 Seyssel                                          | 45° 57′ 32″ nord, 5° 49′ 52″ est | Bois                                                                                    | Label Musée de France                  |                                                  |               |                            |                 |
| Musée archéologique d'Izernore                                                                | Izernore                    | Place de l’église                                                            | 46° 13′ 13″ nord, 5° 33′ 17″ est | Archéologie                                                                             | Label Musée de France                  |                                                  |               | 725 (2010)530 (2009)       | Image manquante |
| Musée Louis-Jourdan                                                                           | Saint-Paul-de-Varax         | Place de l'église01240 Saint-Paul-de-Varax                                   | 46° 05′ 59″ nord, 5° 07′ 46″ est | Peinture : Louis Jourdan                                                                | Label Musée de France                  |                                                  |               |                            |                 |
| Musée de la Dombes(en préfiguration)                                                          | Villars-les-Dombes          |                                                                              | à géolocaliser                   | Dombes                                                                                  | Label Musée de France                  | à venir(constitution de collections depuis 1987) |               |                            | Image manquante |
| Établissements C.J. Bonnet                                                                    | Jujurieux                   | 12, rue Côte-Levet 01640 Jujurieux                                           | 46° 02′ 32″ nord, 5° 24′ 32″ est | Histoire industrielle                                                                   | Label Musée de France                  |                                                  |               |                            | Image manquante |
| Musée de la mécanographie                                                                     | Bourg-en-Bresse             | 47 boulevard Victor-Hugo01000 Bourg-en-Bresse                                | 46° 12′ 07″ nord, 5° 13′ 53″ est | Mécanographie                                                                           |                                        |                                                  |               |                            |                 |
| Apothicairerie de l'hôtel-Dieu                                                                | Bourg-en-Bresse             | 47, boulevard de Brou01000 Bourg-en-Bresse                                   | 46° 12′ 02″ nord, 5° 14′ 00″ est |                                                                                         |                                        |                                                  |               |                            |                 |
| Musée des pierres                                                                             | Mijoux                      | Route Val Mijoux01410 Mijoux                                                 | 46° 21′ 57″ nord, 5° 59′ 45″ est | Pierres précieuses et joaillerie                                                        |                                        |                                                  |               |                            | Image manquante |
| Maison des pays de Bresse                                                                     | Saint-Étienne-du-Bois       | Montaplan01370 Saint-Étienne-du-Bois                                         | 46° 17′ 02″ nord, 5° 17′ 19″ est | Bresse                                                                                  |                                        |                                                  |               |                            |                 |
| Musée de la vigne                                                                             | Vaux-en-Bugey               |                                                                              | 45° 55′ 44″ nord, 5° 21′ 23″ est | Vigne                                                                                   |                                        |                                                  |               |                            |                 |
| Patrimoine, culture et traditions (musée du patrimoine de Saint-Vulbas)                       | Saint-Vulbas                | Marcillieux                                                                  | 45° 48′ 45″ nord, 5° 21′ 23″ est | Machines agricoles, tracteurs, histoire de l'agriculture                                |                                        | 17 septembre 2022                                |               |                            | Image manquante |

## Liste d'anciens musées de l'Ain
| Nom du musée            | Commune         | Adresse                                                 | Coordonnées                      | Thèmes                | Labels | Dateouverture | Datefermeture | Fréq.         | Illustration    |
| ----------------------- | --------------- | ------------------------------------------------------- | -------------------------------- | --------------------- | ------ | ------------- | ------------- | ------------- | --------------- |
| Cuivrerie de Cerdon     | Cerdon          | Le village 01450 Cerdon                                 | 46° 05′ 00″ nord, 5° 27′ 50″ est | Découverte économique |        | 1980          | 2011          | 38 523 (2009) |                 |
| Musée Escale Haut-Rhône | Brégnier-Cordon | Les Terrasses du Rhône La Bruyère 01300 Brégnier-Cordon | 45° 38′ 30″ nord, 5° 37′ 29″ est | Nature (fleuve Rhône) |        | 2007          | 2016          |               | Image manquante |
| Musée des attelages     | Vonnas          | Rue du moulin01540 Vonnas                               | 46° 13′ 16″ nord, 4° 59′ 24″ est | Attelages             |        |               | 2011          |               |                 |